# Ozero Rybanets
Ozero Rybanets (ryska: Озеро Рыбанец) är en sjö i Belarus.   Den ligger i voblasten Vitsebsks voblast, i den norra delen av landet, 140 km nordost om huvudstaden Minsk. Ozero Rybanets ligger 154 meter över havet. Arean är 0,16 kvadratkilometer. Den sträcker sig 0,5 kilometer i nord-sydlig riktning, och 0,6 kilometer i öst-västlig riktning.
Omgivningarna runt Ozero Rybanets är en mosaik av jordbruksmark och naturlig växtlighet. Runt Ozero Rybanets är det ganska glesbefolkat, med 26 invånare per kvadratkilometer.